# Guillaume Vogels
Guillaume (Willem) Vogels (Brussel, 9 juni 1836 – Elsene, 9 januari 1896) was een Brussels schilder en aquarellist. Hij is een scharnier tussen de realistische landschapsschilderkunst en een impressionistische weergave van het spel van het licht.

## Leven en werk

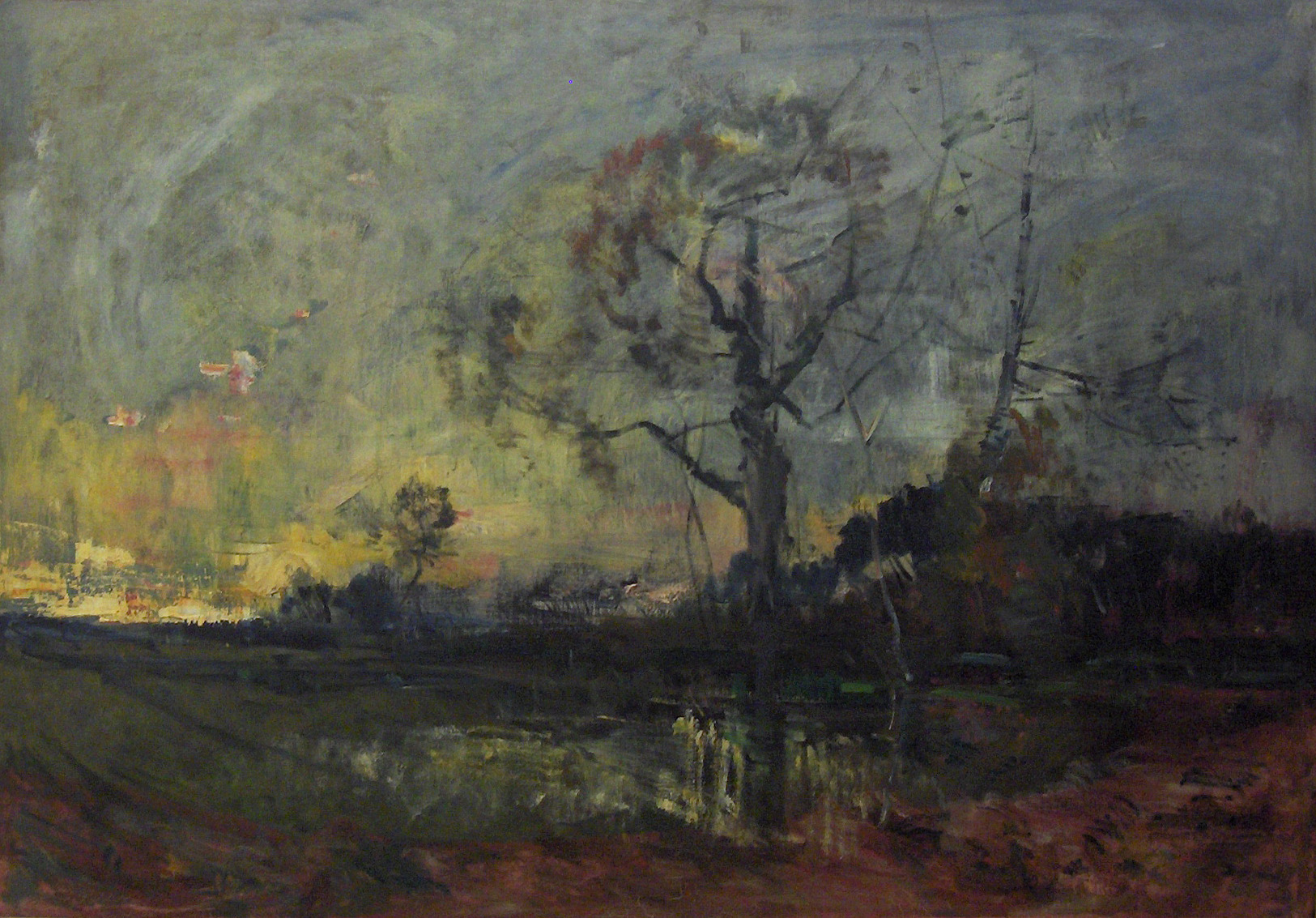
Deemstering over de poel
K.M.S.K., Brussel

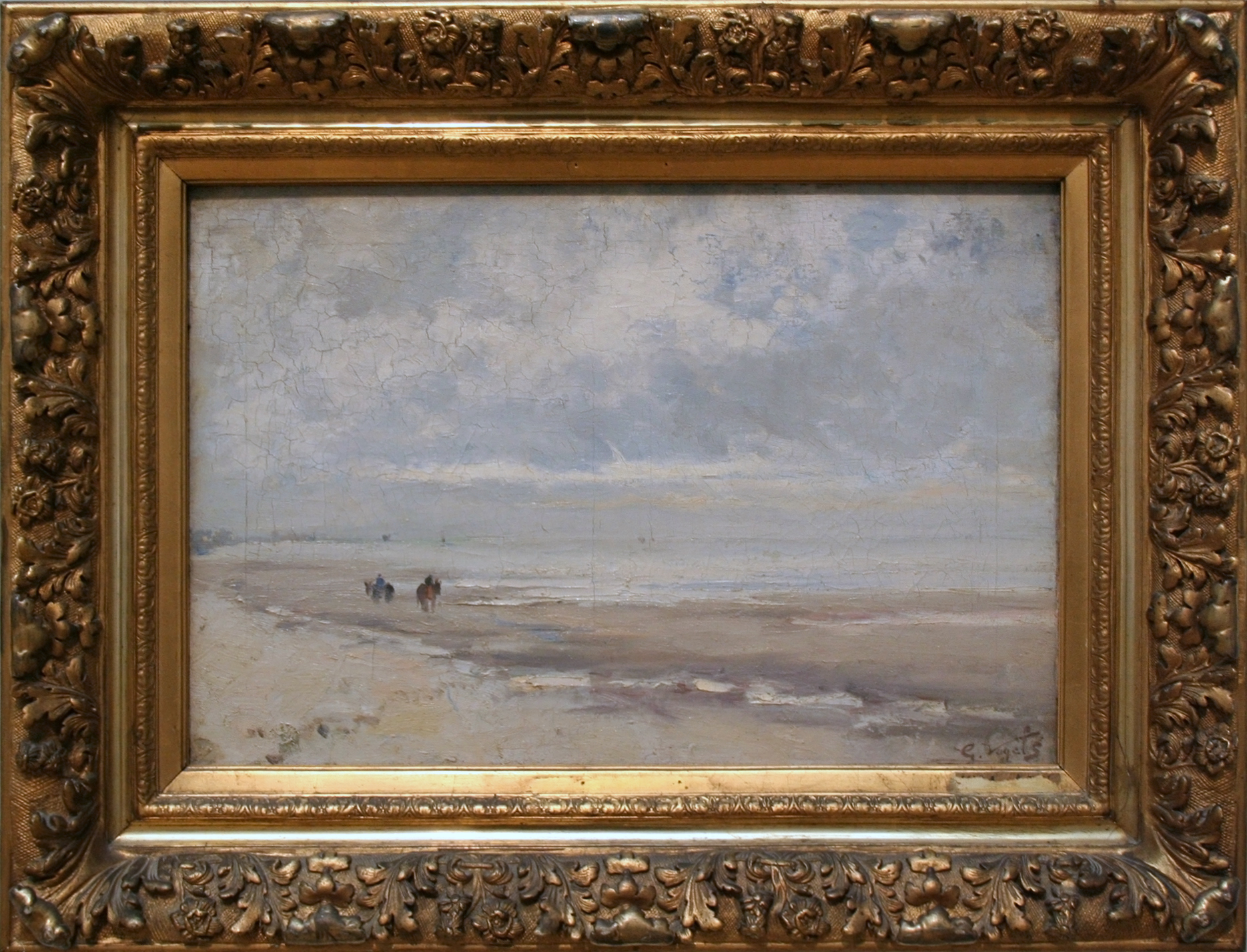
Strandgezicht, 1878, Museum voor Schone Kunsten, Gent

Beroepshalve was Vogels huisschilder/manager in een eigen bedrijf "Peinture et Décoration" te Brussel. Tijdens zijn opleiding aan de Academie voor Schone Kunsten maakt hij kennis met de ezelschilderkunst. Guillaume Vogels genoot vervolgens een klassieke opleiding op de zolderkamer van de gebroeders Bellis. Voor 1858 maakte Vogels in hoofdzaak "decoratieschilderingen".
Er is weinig geweten over zijn debuutjaren. Zijn eerste schuchtere pogingen zijn academisch van aard, maar na het ontdekken van de schilders van de Société Libre des Beaux-Arts (hij steunt de leden met aankopen) legt hij zich toe op de vernieuwende landschapschilderkunst. Hij laat zich begin jaren 1870 voornamelijk beïnvloeden door realisten als Louis Artan de Saint-Martin, Théodore Baron en Hippolyte Boulenger. Deze beïnvloeding resulteert al snel in gewaagde werken. Een andere invloed komt van de Griekse impressionist Periclès Pantazis (een werknemer in het bedrijf van Vogels), die in Parijs werk zag van Gustave Courbet en Eugène Boudin. Hij leert Vogels de mogelijkheden van het paletmes en bracht zijn werk stilaan boven de middelmaat en vervolgens tot een kunst die, voor die tijd, revolutionair is.
Vanaf 1876 begint Vogels zijn eigen weg te vinden. Vanaf 1878 stelt Vogels tentoon bij de Brusselse kunstkring La Chrysalide. In 1879 breekt Vogels met de idealen van het realisme. Hij herintroduceert het anekdotische en het sentimentele.
In 1880 breekt Guillaume Vogels door in de Brusselse avant-gardewereld met het werk Canal hollandais, effet de lune (1879) op de tentoonstelling van de Cercle artistique et littéraire de Bruxelles. Hij beïnvloedt vanaf dan verschillende collega's bij La Chrysalide, een 'anarchistische' kunstenaarsgroep. Zijn trouwste 'volgelingen' zijn Willy Finch, Jan Toorop en James Ensor. Met Ensor schildert hij samen in de kuststad. Ze worden goede vrienden en werken soms met dezelfde composities. Ensor laat zich gretig beïnvloeden door de oudere Vogels wat betreft gebruik van het paletmes. Ook de sombere kleuren en losse toets neemt hij over. Vogels komt rond '80 tot een vrije weergave van de natuur. Ook inhoudelijk evolueert hij: verschillende werken van deze periode getuigen van een zekere zwaarmoedigheid.
In 1883 is Vogels betrokken bij de oprichting van Les XX. Op een eerste tentoonstelling, in '84, exposeert hij een van zijn mooiste werken: Ixelles, matinée pluvieuse (1883), een troosteloos zicht op een buitenwijk van Brussel in grijze en lichtblauwe tinten. Vogels' werk is het vooruitstrevendst in 1884 en 1885. Hij staat dan dicht bij de abstractie. Na de introductie van het Pointillisme, op Les XX in 1887, geraken Vogels en Ensor geïsoleerd binnen de avant-garde. Genegeerd door de pers, gaat Vogels op zoek naar meer kleur in zijn werk, wat leidt tot onbeheerste en epigonale schilderijen. Na de ontbinding van Les XX in 1893 wordt Vogels lid van de kunstkring La Libre Esthétique. In 1884 exposeert hij, samen met James Ensor en de Nederlander Carel Nicolaas Storm van 's Gravesande, in de Cercle Artistique et Littéraire (Brussel).
Hij werd ook lid van de Belgische kunstenaarsvereniging Les Hydrophiles. Op een tentoonstelling in 1884 bij Les Hydrophiles wordt een van zijn aquarellen opgemerkt als het beste werk.
In de laatste vijf jaren van zijn leven schildert Vogels weinig, maar op groot formaat. Zijn werk zal nooit meer de kracht hebben van de gewaagde en bewierookte schilderijen van de late jaren 1870 en de jaren 1880. De 'taches' van kleur en de robuuste vormen in sombere tinten maken plaats voor onbenulligheden met onevenwichtige kleurpatronen.
Guillaume Vogels sterft in alle stilte op 9 januari 1896. Na een dienst in de H. Kruiskerk wordt hij begraven op het kerkhof van Elsene.

## Thematiek
Guillaume Vogels reisde weinig in het buitenland. Hij schilderde zijn meeste doeken in Brussel en omgeving, maar ook aan de Belgische kust, waar hij uitblonk als marine schilder. Daarnaast schilderde hij veel zuivere landschappen, stadsgezichten en gezichten in de buitenwijken (dikwijls bij slecht weer). Hij is ook bekend voor zijn stillevens en bloemstukken. Hij dateerde zijn werken zelden en hierdoor kan men moeilijk een ontwikkelingslijn vaststellen in zijn vrij homogeen oeuvre. Men kan stellen dat hij evolueerde van een romantisch realisme naar een meer persoonlijk impressionisme. Hierin zijn de vrije borsteltechniek en paletmestechniek kenmerkend, evenals de schetsmatigheid en het gebruik van een rijke verflaag.

## Werk in openbare collecties
- Amsterdam, Rijksmuseum
- Antwerpen, Koninklijk Museum voor Schone Kunsten
- Brussel, Koninklijke Musea voor Schone Kunsten van België
- Brussel, Stedelijk Museum Broodhuis
- Brussel, Museum van Elsene
- Brussel, Museum Charlier
- Brussel, Museum A. en D. Van Buuren
- Brussel, Verz. Franse Gemeenschap
- Brussel, Koninklijke Bibliotheek Albert I – Prentenkabinet
- Gent, Museum voor Schone Kunsten
- Luik, Musée de l’Art Wallon
- Oostende, Museum voor Schone Kunsten
- Parijs, Musée d’Orsay
- Sint-Niklaas, Stedelijk Museum
- Tervuren, Museum het Schaakbord
- Brussel, Verzameling Kamer en Senaat
- Brussel, Belfius Collectie (ex-Gemeentekrediet, ex-Dexia en ex-Artesia)